# Джадсон (тауншип, Миннесота)
Джадсон (англ. Judson) — тауншип в округе Блу-Эрт, Миннесота, США. На 2000 год его население составило 591 человек.

## География
По данным Бюро переписи населения США, площадь тауншипа составляет 96,4 км², из которых 94,9 км² занимает суша, а 1,6 км² — вода (1,61 %).

## Демография
По данным переписи населения 2000 года здесь находились 591 человек, 232 домохозяйства и 168 семей.  Плотность населения —  6,2 чел./км².  На территории тауншипа расположено 238 построек со средней плотностью 2,5 построек на один квадратный километр.
Из 232 домохозяйств в 32,8 % воспитывались дети до 18 лет, в 66,4 % проживали супружеские пары, в 3,4 % проживали незамужние женщины и в 27,2 % домохозяйств проживали несемейные люди. 21,1 % домохозяйств состояли из одного человека, при том 10,8 % из — одиноких пожилых людей старше 65 лет. Средний размер домохозяйства — 2,53, а семьи — 2,96 человека.
23,2 % населения младше 18 лет, 7,3 % в возрасте от 18 до 24 лет, 23,7 % от 25 до 44, 30,3 % от 45 до 64 и 15,6 % старше 65 лет. Средний возраст — 43 лет. На каждые 100 женщин приходилось 98,3 мужчин.  На каждые 100 женщин старше 18 приходилось 105,4 мужчин.
Средний годовой доход домохозяйства составлял 46 071 доллар, а средний годовой доход семьи —  53 958 долларов. Средний доход мужчин —  35 197  долларов, в то время как у женщин — 21 176. Доход на душу населения составил 19 917 долларов. За чертой бедности находились 2,4 % семей и 3,8 % всего населения тауншипа, из которых 1,4 % младше 18 и 8,2 % старше 65 лет.